# Saint-Martin-aux-Chartrains

Saint-Martin-aux-Chartrains este o comună în departamentul Calvados, Franța. În 1 ianuarie 2022 avea o populație de 427 de locuitori.